# 河野裕子
河野 裕子（かわの ゆうこ、1946年7月24日 - 2010年8月12日）は、日本の歌人。「塔」選者。夫は歌人の永田和宏。長男永田淳、長女永田紅も歌人。
宮柊二に師事。瑞々しい言葉で心情をのびやかに表現した。晩年は乳がんに苦しみ、生と死に対峙する歌を詠んだ。歌集に『ひるがほ』(1976年)、『桜森』(1981年)、『母系』(2008年)などがある。

## 人物
熊本県上益城郡御船町に生まれ、滋賀県石部町（現湖南市）に育つ。京都女子高等学校を経て京都女子大学文学部国文科卒業。高校時代より作歌を始め、大学4回生（23歳）のときに角川短歌賞受賞。宮柊二に師事。みずみずしい青春の恋愛歌を収め、新鮮な言葉で女性の心をのびやかにうたった第1歌集『森のやうに獣のやうに』でデビュー。感覚と身体性を総動員して生の実感を表現する作風で、戦後の女性短歌のトップランナーであった。毎日新聞歌壇、NHK短歌の選者や織田作之助賞の選考委員のほか、夫永田和宏と共に「宮中歌会始」選者も務めた。
晩年は乳がんと闘病し、その境涯を多く歌に詠んだ。また、木村敏のカウンセリングを受けていた。2010年8月12日午後8時7分、乳がんのため京都市内の自宅で死去した。64歳没。。

## 略歴
- 1946年 熊本県に生まれる。
- 1964年 「コスモス」入会
- 1969年 「桜花の記憶」で第15回角川短歌賞受賞
- 1972年 第一歌集『森のやうに獣のやうに』刊行
- 1973年　永田和宏と結婚し、長男永田淳誕生
- 1975年　長女永田紅誕生
- 1976年 歌集『ひるがほ』で第21回現代歌人協会賞受賞
- 1980年 歌集『桜森』で第5回現代短歌女流賞受賞
- 1984年 永田和宏の米留学に伴い渡米（1986年帰国）
- 1987年 コスモス賞受賞
- 1990年 「塔」入会
- 1994年より上賀茂神社の賀茂曲水宴の歌人を務める[3]。
- 1997年 「耳掻き」で第33回短歌研究賞受賞
- 1998年 歌集『体力』で第8回河野愛子賞受賞
- 2001年 第19回京都府文化賞・功労賞受賞
- 2002年 歌集『歩く』で第6回若山牧水賞、第12回紫式部文学賞受賞
- 2009年 歌集『母系』で第20回斎藤茂吉短歌文学賞、第43回迢空賞受賞、京都市文化功労者
- 2010年 歌集『葦舟』で第2回小野市詩歌文学賞受賞
- 2012年 歌集『蟬声』で第5回日本一行詩大賞受賞

## 著書・共著
- 歌集『森のやうに獣のやうに』 青磁社[注釈 1]、1972年。
- 歌集『ひるがほ』 短歌新聞社、1976年。／短歌新聞社文庫、1997年。
- 歌集『桜森』 蒼土社、1980年／新版、ショパン、2011年。 ISBN 4883643085
- 自選歌集『燦』 短歌新聞社、1980年。
- 歌集『はやりを』 短歌新聞社、1984年。
- エッセー集『みどりの家の窓から』 雁書館、1986年。
- 評論集『体あたり現代短歌』 本阿弥書店、1991年／角川学芸出版、2012年。ISBN 4046526173
- 歌集『紅』 ながらみ書房、1991年。
- 選集『河野裕子歌集』 現代短歌文庫：砂子屋書房、1991年、新版、2007年。 ISBN 4790410412
- エッセー集『現代うた景色』 京都新聞社、1994年。 ISBN 4763803476。
  - 『現代うた景色：河野裕子の短歌案内』中公文庫、2014年。ISBN 978-4-12-205981-8
- 『河野裕子作品集』 本阿弥書店、1995年
- 歌集『歳月』 短歌新聞社、1995年
- 歌集『体力』 本阿弥書店、1997年
- 歌集『家』 短歌研究社、2000年
- 歌集『歩く』 青磁社、2001年 ISBN 4901529005
- 歌集『日付のある歌』 本阿弥書店、2002年
- 歌集『季の栞』 雁書館、2004年
- 歌集『庭』 砂子屋書房、2004年
- 歌集『母系』 青磁社、2008年。ISBN 4861981077
- 回想『歌人河野裕子が語る　私の会った人びと』聞き手：池田はるみ 本阿弥書店、2008年。ISBN 4776805553
- 選集『続 河野裕子歌集』 現代短歌文庫：砂子屋書房、2008年。ISBN ISBN 479041129X
- 歌集『葦舟』 角川学芸出版、2009年。ISBN 4046217502

以下は没後刊
- 永田和宏共著『京都うた紀行：近現代の歌枕を訪ねて』京都新聞出版、2010年。ISBN 4763806378
  - 『京都うた紀行：歌人夫婦、最後の旅』文春文庫、2016年。ISBN　978-4-16-790539-2
- 歌集『蟬声』青磁社、2011年。ISBN 4861981778
- 永田和宏共著『たとへば君：四十年の恋歌』 文藝春秋、2011年。ISBN 4163742409／文春文庫、2014年。ISBN 978-4-16-790017-5
- 『たったこれだけの家族：河野裕子エッセイ・コレクション』中央公論新社、2011年。ISBN 4120042545
- エッセー集『わたしはここよ』 白水社、2011年。ISBN 4560081832
- エッセー集『うたの歳時記』 白水社、2012年。ISBN 456008209X。解説：永田和宏
- 『桜花の記憶：河野裕子エッセイ・コレクション』中央公論新社、2012年。ISBN 4120043789
- 選集『続々 河野裕子歌集』 現代短歌文庫：砂子屋書房、2013年。ISBN 4790414418
- 『どこでもないところで：河野裕子エッセイ・コレクション』中央公論新社、2014年。ISBN 4120046389
- 永田和宏・永田淳・永田紅 共編『あなた：河野裕子歌集』岩波書店、2016年。ISBN 4000220942

以下は関連著作
- 『河野裕子 ＜シリーズ牧水賞の歌人たち＞』 真中朋久編、青磁社、2010年
- 『河野裕子読本』『短歌』編集部編、角川学芸出版、2011年。ISBN 4046214171
- 大島史洋『河野裕子論』現代短歌社、2016年。ISBN 486-5341757
- 永田和宏・永田淳・永田紅 共著『家族の歌：河野裕子の死を見つめた344日』産経新聞出版、2011年
  - 『家族の歌：河野裕子の死を見つめて』文春文庫、2014年。ISBN 978-4-16-790168-4
- 永田和宏『歌に私は泣くだらう：妻・河野裕子 闘病の十年』新潮社、2012年。ISBN 978-4-10-332641-0　／新潮文庫、2015年。ISBN 978-4-10-126381-6
- 永田淳『評伝・河野裕子：たつぷりと真水を抱きて』白水社、2015年。ISBN 456-0084556
- 永田淳『河野裕子：息子が読み解く「河野裕子」50首』コレクション日本歌人選075：笠間書院、2019年。 ISBN 430-5709155
- 大森静佳『この世の息：歌人・河野裕子論』角川文化振興財団、2020年。ISBN 404-8843877
- 永田和宏『あの胸が岬のように遠かった：河野裕子との青春』新潮社、2022年。ISBN 978-4-10-332642-7／新潮文庫、2024年。ISBN 978-4-10-126382-3

## テレビ
- 「NHK短歌」選者（2005年～2006年度）
- 「ETV特集 この世の息～歌人夫婦・40年の相聞歌～」 - ETV特集（NHK教育テレビ）（2011年7月10日）
- 「FNNスーパーニュースアンカー」18時台の特集 - 関西テレビ（2012年4月18日）
- 「NHK BS プレミアムドラマ うたの家～歌人・河野裕子とその家族」 - NHK BS（2012年8月26日）
- NHK BS1スペシャル「ほんたうに俺でよかつたのか」（2022年2月25日、NHK BS1）[4]

## 代表歌
- たとへば君ガサッと落葉すくふやうに私をさらつて行つてはくれぬか（『森のやうに獣のやうに』）
- ブラウスの中まで明るき初夏の日にけぶれるごときわが乳房あり（『森のやうに獣のやうに』）
- あるだけの静脈透けてゆくやうな夕べ生きいきと鼓動ふたつしてゐる（『ひるがほ』）
- たつぷりと真水を抱きてしづもれる昏き器を近江と言へり（『桜森』）[注釈 2]
- 君を打ち子を打ち灼けるごとき掌よざんざんばらんと髪とき眠る（『桜森』）
- しらかみに大き楕円を描きし子は楕円に入りてひとり遊びす（『桜森』）
- 手をのべてあなたとあなたに触れたきに息が足りないこの世の息が（『蟬声』、辞世）